# Hysterocrates affinis
Hysterocrates affinis är en spindelart som beskrevs av Embrik Strand 1907. Hysterocrates affinis ingår i släktet Hysterocrates och familjen fågelspindlar.
Artens utbredningsområde är Kamerun. Utöver nominatformen finns också underarten H. a. angusticeps.